# Émile Zerbo
Pour les articles homonymes, voir Zerbo.
Émile Zerbo est un magistrat et homme politique burkinabè.
Ministre de l’administration territoriale dans les gouvernements Tambèla et R. Ouédraogo depuis juin 2023.

## Biographie

### Enfance et études
Émile Zerbo naît en Burkina Faso en 1977[réf. souhaitée]. Après l’obtention de son baccalauréat il est inscrit à la faculté de droit et de sciences politiques de l'université de Ouagadougou. Il obtient une maitrise ès science juridique. En 2003, il s’inscrit à l'École nationale d'administration et de magistrature, dont il sort diplômé en magistrature. Il a plusieurs spécialisations en lien avec la lutte contre blanchiment de capitaux et le financement du terrorisme. Il est aussi formateur en cybercriminalité.

### Parcours juridique
En 2005, Émile Zerbo est nommé substitut du procureur près le Tribunal de grande instance de Bobo-Dioulasso. Au bout de trois ans, il devient juge d'instruction du Tribunal de grande instance de la même ville. Doyen des juges d’instruction, en 2021, il est nommé procureur du Faso du Tribunal de grande instance de Ouagadougou II, procureur du pôle judiciaire spécialisé dans la répression des actes de terrorisme.

### Parcours politique
Le 25 juin 2023, il est nommé ministre de l’Administration territoriale, de la Décentralisation et de la Sécurité dans le gouvernement Tambèla, en remplacement de Boukaré Zoungrana. Le 3 août 2024, à l'occasion d'un remaniement, le domaine de la sécurité est retiré de l'intitulé de son ministère, au profit de celui de la mobilité.
En décembre 2024, le gouvernement Tambèla est dissout et un nouveau Premier ministre est nommé : Rimtalba Jean Emmanuel Ouédraogo. Zerbo conserve son poste dans le nouveau gouvernement mais est promu ministre d'État.